# ムネエソ
ムネエソ（学名: Sternoptyx diaphana ）は、ワニトカゲギス目ムネエソ科に属する中深層性の深海魚である。全世界の温帯・熱帯域でみられ、日本でも太平洋岸に出現する。最大でも全長5 cm程度の小型魚であり、体は高くて短く、平行四辺形状の特徴的な体型を呈する。腹部には発光器を持ち、光のわずかに届く中深層でカウンターシェーディングの役割を果たしている。

## 分類
ムネエソはワニトカゲギス目ムネエソ科のムネエソ属 Sternoptyx に分類される。本種はフランスの博物学者ジャン・エルマンによって1781年に初記載されている。本種はムネエソ属のタイプ種である。

## 形態

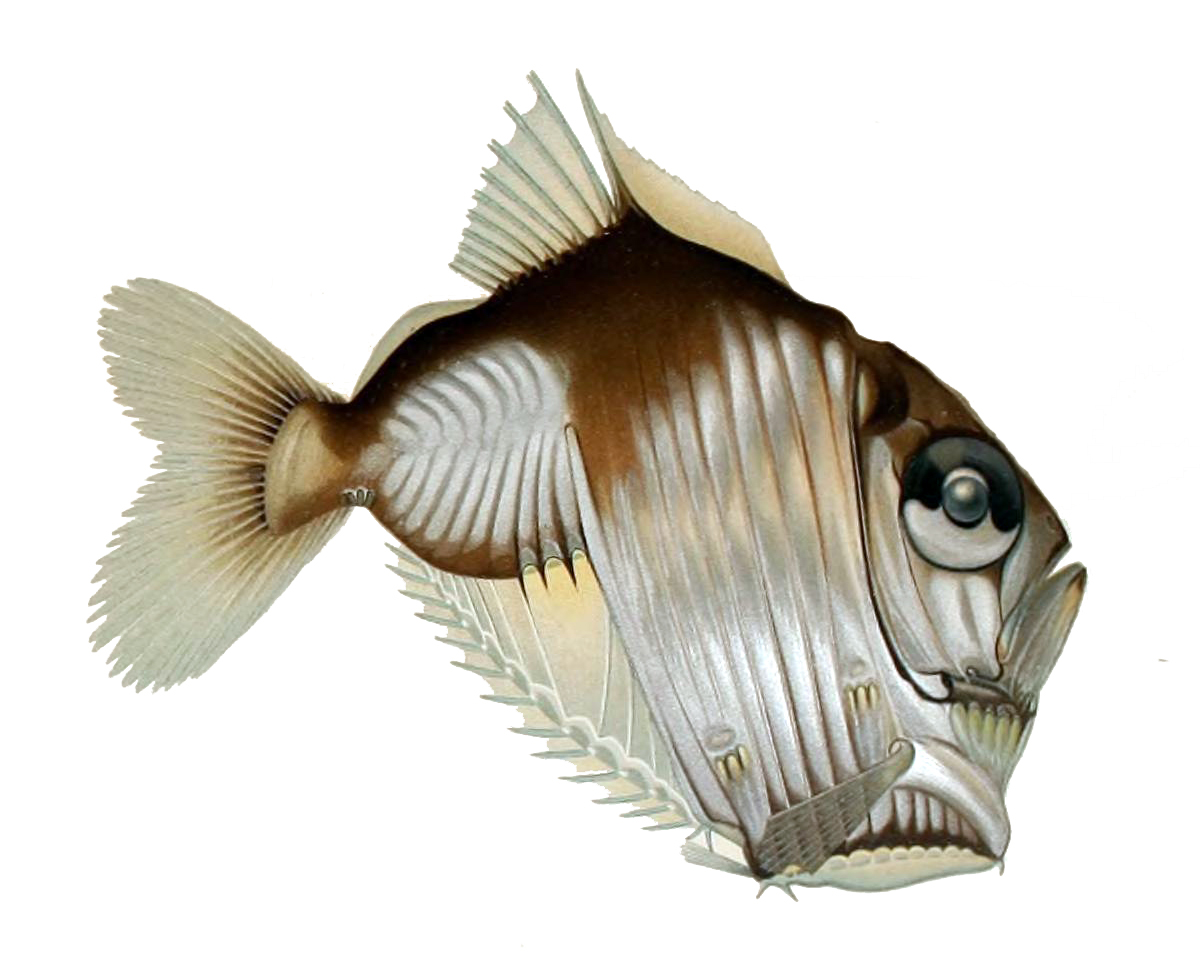
ムネエソ Sternoptyx diaphana

ムネエソは体高が高く、著しく側偏した体型を持ち、最大でも全長45 mmほどにしかならない小型魚である。体型は菱形から斜め後方に歪んだ平行四辺形になっている。口はほぼ垂直に開き、微小な歯をもつ。吻は小さく、眼は大きい。背鰭は9-12軟条、臀鰭は13-14軟条からなる。臀鰭は体の中心よりやや前方から始まって尾柄部まで続き、その基底部には透明域がみられる。眼の下方と後方、鰓蓋、および体側下方には発光器が存在する。背側は暗色で、体側は銀色の体色を示す。

## 分布
本種は全世界の温帯、熱帯域の深海に生息するが、赤道近海では比較的まれである。水深300-1500 mの中深層海域で見られるが、水深600-900 mで水温が4-11℃程度の海域で最もよくみられる。近縁種と同様、日周鉛直移動を行うとみられている。
日本では北海道から沖縄にかけての太平洋沿岸でみられる。

## 生態
本種は小魚やオキアミ、十脚類、カイアシ類、端脚類などを捕食する。大型の個体はより大きな生物を捕食する傾向がある。食性は地域によって異なるが、特定の生物を選り好みすることはなく、単に遭遇した獲物を捕食していると推測される。
他の中深層性魚類と同様、背側は暗い体色を示す一方で、腹部では発光器を用いて発光することにより、わずかに光の届く環境の中でカウンターシェーディングを利用して身を隠している。

## 保全状態
本種は非常に広い生息域を持ち、個体数も多いことが推測されている。このことから国際自然保護連合は本種の保全状況について低危険種(LC)と評価している。